# Kathedrale von Manizales

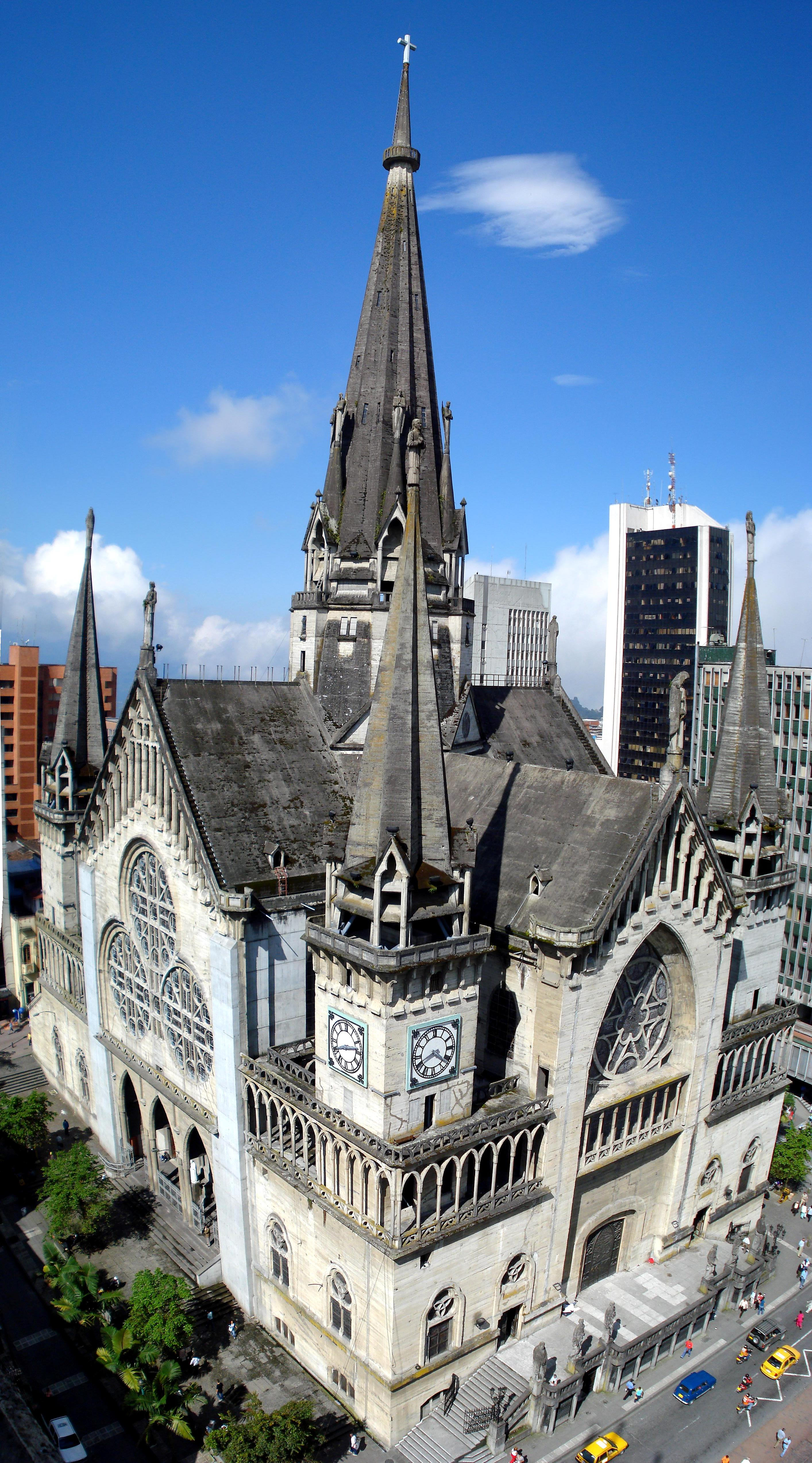
Luftbild der Kathedrale

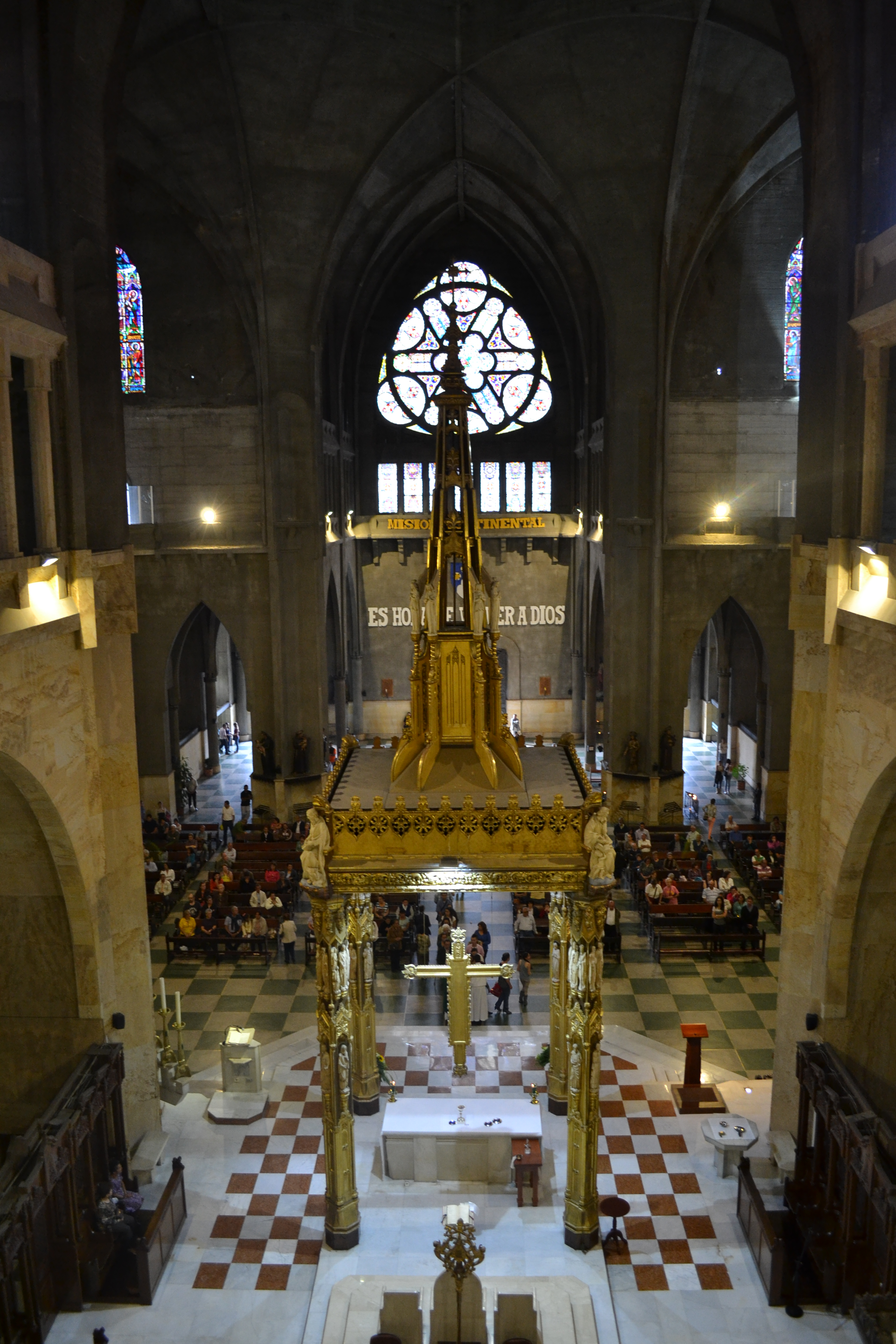
Innenraum der Kathedrale

Die Kathedrale von Manizales oder Kathedralbasilika Unserer Lieben Frau vom Rosenkranz (spanisch Catedral Basílica Metropolitana de Nuestra Señora del Rosario) ist die  Kathedrale des römisch-katholischen Erzbistums Manizales. Die Kirche ist dem Rosenkranzfest gewidmet und trägt den Titel einer Basilica minor. Sie liegt direkt gegenüber der Plaza de Bolivar in der Stadt Manizales, Kolumbien. Sie ist mit ihrem Vierungsturm von 106 Metern die höchste Kirche des Landes und hat bei einer Fläche von 2300 Quadratmetern eine Kapazität von 5000 Personen.

## Beschreibung
Mit Gründung der Stadt Manizales 1849 entstand an der Stelle der heutigen Kathedrale die erste strohgedeckte Holzkirche. Weitere Kirchen wurden nach Erdbeben 1869 und 1897 erbaut, letztere wurde mit der Schaffung des Bistums Manizales 1900 durch Leo XIII. zur Kathedrale. Bei einem der drei Stadtbrände in den 1920er Jahren brannte die Kathedrale 1926 ab.
Der französische Architekt Julien Polti ging aus dem danach ausgerufenen Wettbewerb mit einem Entwurf mit neugotischen, neoromanischen und byzantinischen Elementen als Gewinner hervor. Die Grundsteinlegung erfolgte am 5. Februar 1928, die Kirche wurde durch die italienische Baufirma Papio-Bonarda y Compañía errichtet, die vor Ort auch weitere Gebäude baute. Durch die notwendigen Importe vieler Baumaterialien dauerte die Fertigstellung elf Jahre. Der Baldachin, der den Hauptaltar der Kathedrale überdacht, wurde von Joachim Santos entworfen und in Südtirol von der Werkstatt Stuflesser geschaffen, er kam 1948 nach Kolumbien. Er hat eine Höhe von 14 Metern, wird von vier goldenen Säulen getragen, hat 64 weiße, in Holz geschnitzte Bilder und wurde von Manizaleño Hernando Carvajal zusammengefügt. 1951 erhielt die Kathedrale durch Papst Pius XII. den Titel einer Basilica minor. 1984 kam sie auf die Liste der Nationalen Denkmäler Kolumbiens.
Ein Teil des Fassadenschmucks des italienischen Bildhauers Alideo Tazzioli Fontanini musste nach dem Erdbeben von 1962 ersetzt werden. Auch der Nordwestturm musste bis 1990 neu errichtet werden, die neuen Bilder wurden bis 1993 erstellt. Die 141 Buntglasfenster, die aus Werkstätten in Italien, Frankreich und den Niederlanden importiert wurden, wurden von verschiedenen Künstlern erstellt. Seit Dezember 2014 hat die Kathedrale von Manizales eine permanente Außenbeleuchtung. Die neue Orgel der Allen Organ Company aus den Vereinigten Staaten wurde 2015 geweiht.